# مسرأ

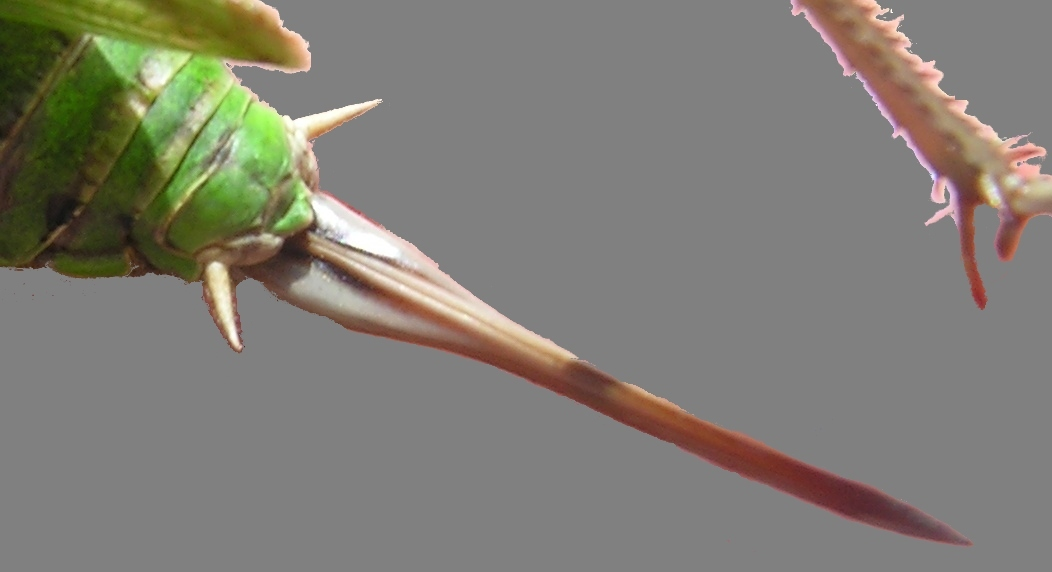
مسرأ الجراد

المَسْرَأ أو أنبوب وضع البيض هو مُوْضِعُ البَيْض عند إناث الحشرات، كما تعرف بآلة وضع البيض. يختلف شكلها حسب طريقة وضع البيض عند كل حشرة. ولا توجد آلة وضع البيض في بعض الحشرات كالقمل والفراشات مثلا وتكون صغيرة في البعض الآخر كالصرصور. وتستخدم بعض الحشرات آلة البيض كآلة للقطع كما هو حال الحشرات عديمة الخصر أو آلة للسع كما في النحل أو آلة للحفر كما في الجراد حيث تتغلظ الصفائح (المصاريع) لتسهل للحشرة اختراق التربة لوضع البيض. ويعتبر مسرأ الدبور النمسي (Ichneumonoidea) الأطول بين كل الحشرات المعروفة عند علماء الأحياء، والمكوَّن عنده من ثلاث جدائل خيطية طويلة.
وتتركب آلة وضع البيض من ثلاث أزواج من الصفائح أو المصاريع التي تحمل على جزء قاعدي (صفيحة قاعدية) تعرف بحامل المصراع وهذه الصفائح هي :- الصفيحتان العلويتان وتنشآن من الحلقة التاسعة. الصفيحتان الداخليتان ويخرجان أيضا من الحلقة التاسعة. الصفيحتان السفليتان : ويخرجان من الحلقة الثامنة، ويحرك آلة وضع البيض عضلات خاصة، وقد يضمر أو ينعدم أحد أو بعض هذه الصفائح. تعرف الحلقات التي تحمل الأعضاء التناسلية الخارجية وهما الحلقتان الثامنة والتاسعة بالحلقات التناسلية وتتحور الزوائد في المنطقة التناسلية إلى آلة وضع البيض ويختلف شكلها حسب وضع البيض في الحشرة. توجد الفتحة التناسلية خلف الإسترنة السابعة في الحشرات البدائية أو خلف الثامنة أو التاسعة في معظم الحشرات .

## معرض صور

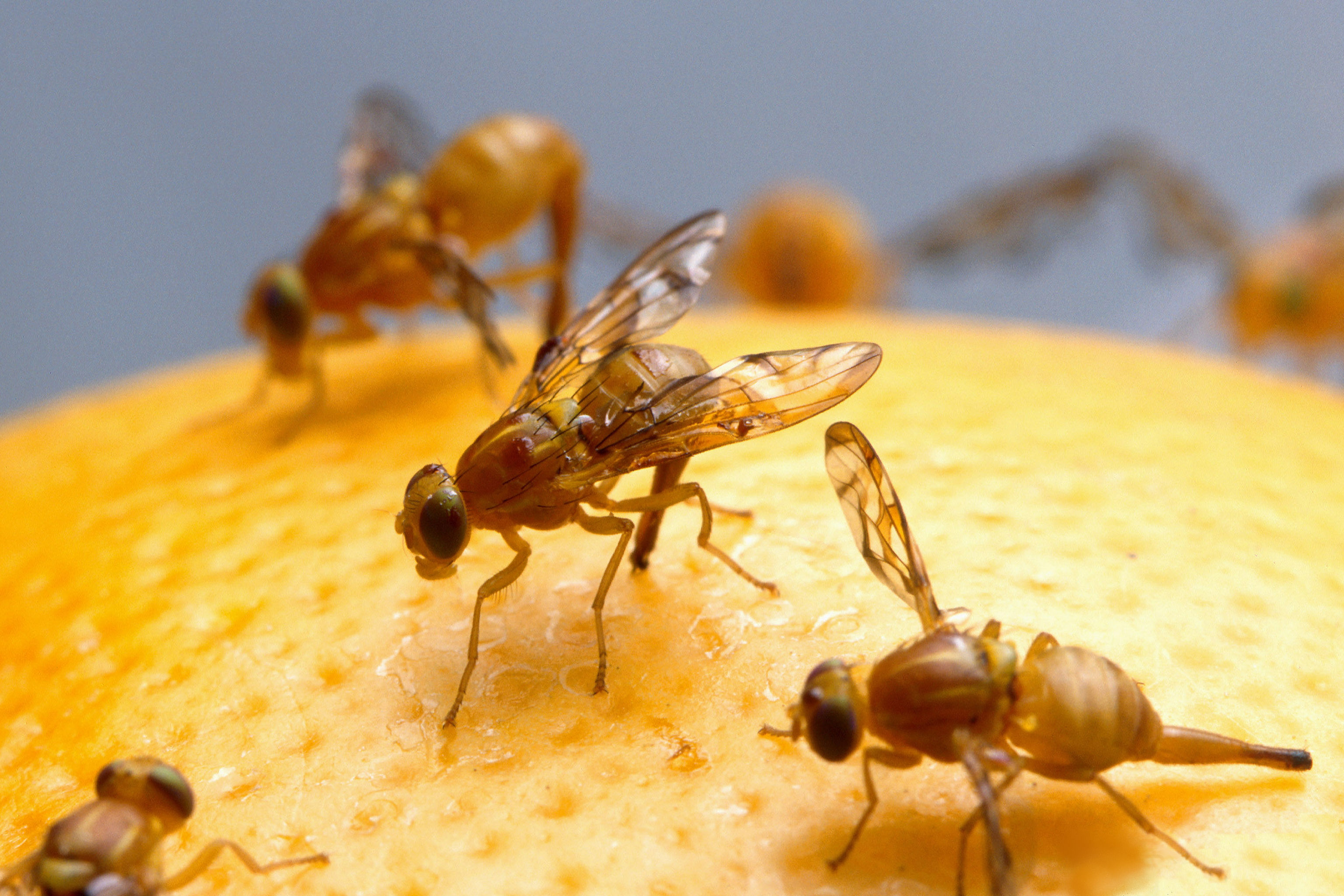
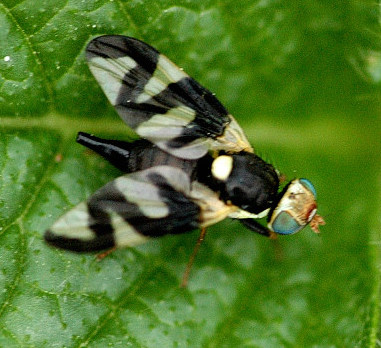
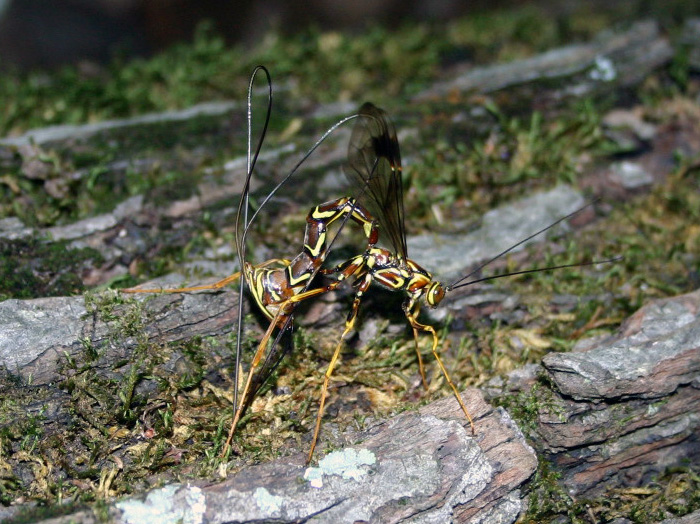